# 理工学社
株式会社理工学社（りこうがくしゃ、英: Rikogakusha Publishing Co.,Ltd.）は、理学、工学などの大学・高専向け教科書、その他専門書を専門とする出版社。
2013年7月20日をもって解散した。